# توستا مد
توستا مد (به لاتین: Tusta Međ) یک منطقهٔ مسکونی در بوسنی و هرزگوین است که در ویشه‌گراد واقع شده‌است.